# El Fadrí (arbre)
El Fadrí o el Suro de Can Bec de Baix és una surera de Catalunya, protegit com arbre monumental des de 1990, situada a Agullana, prop de la casa pairal Can Bec de Baix.

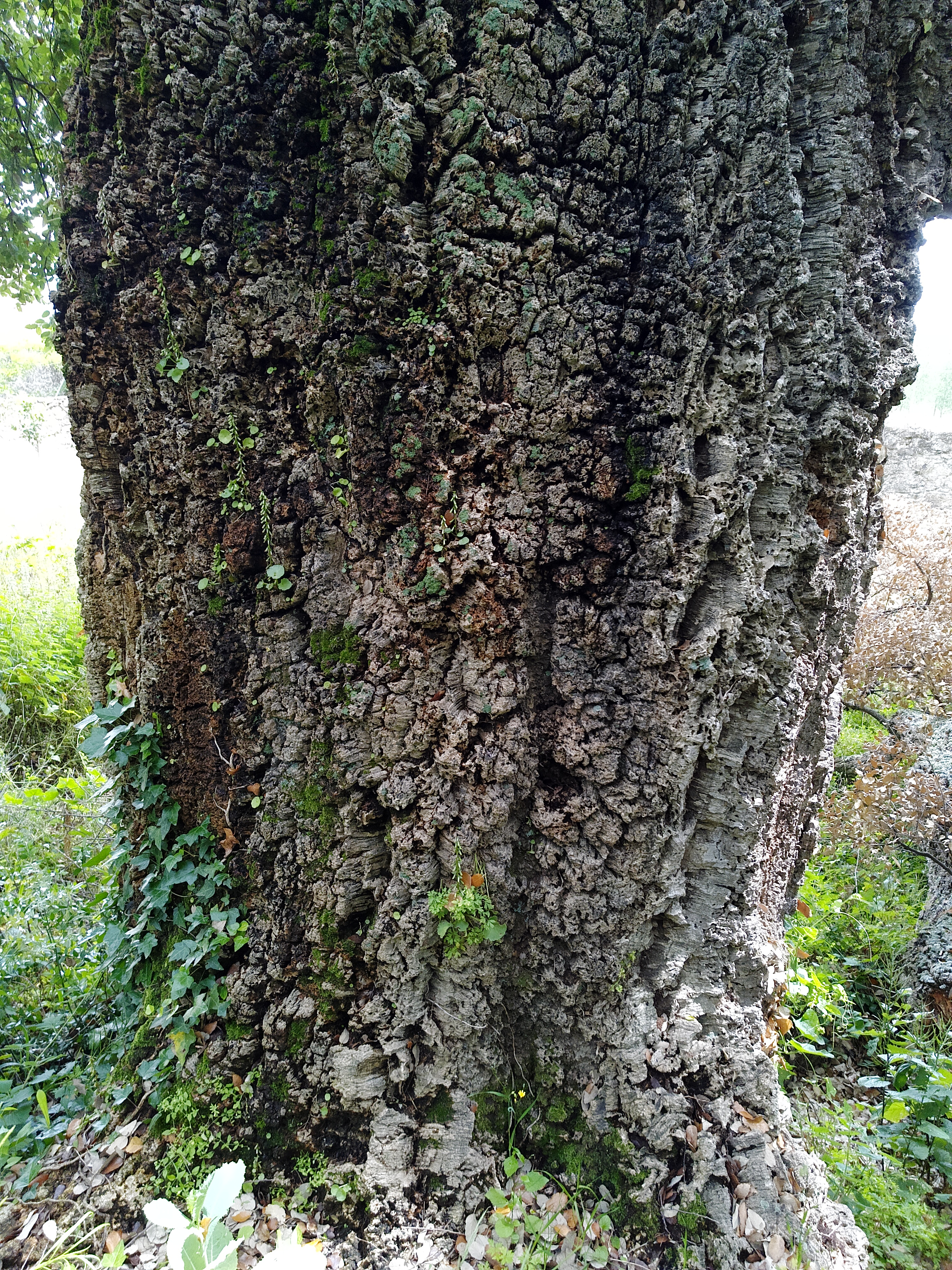
detall del tronc

S'anomena «el Fadrí» perquè mai no ha estat espelagrinat (llevada l'escorça). És un arbre força vell, hi ha gent que diu que té més de cinc cents anys. L'any 1985 van caure unes cinc tones de branques a causa de les nevades. L'arbre no es va veure afectat per l'incendi de la Jonquera del 22 de juliol de 2012. Al mateix poble també hi ha un altre arbre magnífic, el Suro del Mas Perxés.